# Wim Wink
Wim Wink (1940 – 2017) was een Nederlands korfballer en korfbalcoach. Wink was getrouwd met Greet Duyf, die naast korfbalster ook verdienstelijk turnster was.

## Spelerscarrière
Wink speelde korfbal bij het Amsterdamse AKC Blauw-Wit en debuteerde in seizoen 1958-1959 op 18-jarige leeftijd in het eerste team. Op dat moment werd korfbal gedomineerd door Amsterdamse ploegen, want in de top van Nederland draaiden ROHDA, Westerkwartier en Archipel mee voor de prijzen.
Blauw-Wit had een sterke ploeg met spelers zoals Tom van Rhee en Frits de Jong en in seizoen 1960-1961 was Blauw-Wit dicht bij een veldtitel. In de veldcompetitie werd de ploeg in de Hoofdklasse A net 2e met slechts 2 punten minder dan de nummer 1, ROHDA.
In seizoen 1963-1964 deed Blauw-Wit goede zaken in de veldcompetitie. Aan het eind van de reguliere competitie stond Blauw-Wit, samen met Westerkwartier op een gedeelde 1e plek in de Hoofdklasse B. Er moest een beslissingswedstrijd worden gespeeld om te bepalen welke ploeg 1e zou worden en zich dus zou plaatsen voor de veldfinale. Deze beslissingswedstrijd werd gespeeld op 1 juni 1964 en werd gewonnen door Blauw-Wit met 5-2.
Hier plaatste Blauw-Wit zich voor de veldfinale tegen ROHDA. De finale was een best-of-3 reeks. In de eerste wedstrijd eindigde de wedstrijd gelijk (5-5) waardoor de tweede wedstrijd automatisch beslissend zou zijn. In deze wedstrijd won Blauw-Wit met 7-6, waardoor het Nederlands veldkampioen was.
Vanaf 1964 kreeg de veldcompetitie een andere opzet. De indeling ging van 2 hoofdklasses naar 1 en hierdoor ging het totaal aantal hoofdklasseteams naar beneden. De concurrentie werd pittiger en Blauw-Wit kon zijn titel van 1964 niet prolongeren.

## Erelijst als Speler
- Nederlands kampioen veldkorfbal, 1× (1964)

## Coachingscarrière

### Blauw Wit, Amsterdam
Na zijn carrière als speler werd Wink coach. Zijn eerste coachings-klus was, logischerwijs, bij AKC Blauw-Wit, de club waar hij zelf had gespeeld. 
In 1975 begon Wink bij Blauw-Wit als hoofdcoach, voor seizoen 1975-1976 waar hij vertrekkend coach Jan Hensen verving. De ploeg had in het seizoen ervoor nipt de zaalfinale niet gehaald en wilde onder Wink als coach wel in de finales terecht komen. Met spelers zoals Joost Leonard en Arnold Krull had Blauw-Wit een sterke selectie.
Ondanks de goede uitgangspositie voor de ploeg werd dit seizoen geen succes. In de zaal bleef Blauw-Wit steken op een 4e plaats en op het veld werd de ploeg zelfs 5e. 
In seizoen 1976-1977 ging het nog niet veel beter met de ploeg. Zowel in de zaal als op het veld werd ongeveer hetzelfde resultaat neergezet als het seizoen ervoor.
Na deze twee seizoenen werd Wink vervangen als hoofdcoach. Het bestuur van de club vond de resultaten tegenvallend en wilde een hardere coach voor het team. Wink werd door het bestuur als "te lief" betiteld. Zijn vervanger werd Louis Weerman.

### Allen Weerbaar
Na 1 jaar zonder team werd Wink in 1978 benaderd door een andere Amsterdamse club, namelijk Allen Weerbaar. Ook hier stond er een ambitieuze ploeg te snakken naar titels en had het met Koos Snel en Loek van den Boog een sterk team. 
Wink verving vertrekkend coach Cees van Lunteren en seizoen 1978-1979 was zijn eerste seizoen als hoofdcoach bij de ploeg. Dit seizoen was een seizoen met 2 gezichten voor Allen Weerbaar. In de zaalcompetitie bleef de ploeg in de Hoofdklasse A concurrent Deto met 3 punten voor en eindigde het als 1e. Hierdoor plaatste de ploeg zich voor de zaalfinale. De tegenstander was uitgerekend de voormalige ploeg van Wink, namelijk AKC Blauw-Wit. Zodoende werd de finale een Amsterdams onderonsje. In een spannende finale verloor Allen Weerbaar met 11-12.
Zo had Allen Weerbaar een sterk zaalseizoen, maar het veldseizoen was beduidend minder. Na 18 wedstrijden had de ploeg met 17 punten een magere 8e plaats in de ranglijst.
In het seizoen erna, 1979-1980 zat Allen Weerbaar weer dichtbij een finaleplek in de zaal, maar uiteindelijk bleef de ploeg steken op de 2e plaats in de Hoofdklasse A.
In seizoen 1980-1981 deed de ploeg wederom goede zaken in de Hoofdklasses. In de zaal plaatste Allen Weerbaar zich weer voor de zaalfinale. De tegenstander was Deetos en het werd een uitermate spannende finale, die gespeeld werd in de Sporthallen Zuid in Amsterdam. Na de reguliere speeltijd stond het gelijk op 7-7 en moest er verlengd worden. Deetos scoorde eerst, maar Monique Robijns nivelleerde. Uiteindelijk maakte Arie van den Boog nog 2 treffers voor Allen Weerbaar, en de ploeg won met 10-9. Het was de derde zaaltitel in de clubgeschiedenis van Allen Weerbaar. Sterspeler Loek van den Boog werd uitgeroepen tot Beste Korfballer van het Jaar, maar in dit seizoen werd ook duidelijk dat debutant Bram van der Zee veel talent had.
In het seizoen erna, 1981-1982 speelde Allen Weerbaar zowel in de zaal als op het veld geen rol van betekenis. De ploeg eindigde in beide competities in de middenmoot. 
Na dit seizoen werd Wink vervangen als hoofdcoach bij de club. Zijn vervanger werd Rob Molanus.

### SAMOS
In 1982, na vier jaar bij Allen Weerbaar, ging Wink aan de slag bij SAMOS uit Utrecht.
Deze ploeg speelde enkel in de zaalcompetitie in de Hoofdklasse. In seizoen 1982-1983 eindigde de ploeg 6e in de zaalcompetitie Hoofdklasse B.

## Erelijst als coach
- Nederlands kampioen zaalkorfbal, 1× (1981)